# Oithona oculata
Oithona oculata är en kräftdjursart som beskrevs av Farran 1913. Oithona oculata ingår i släktet Oithona och familjen Oithonidae. Inga underarter finns listade i Catalogue of Life.